# Alberto Arvelo Torrealba
Alberto Arvelo Torrealba is een gemeente in de Venezolaanse staat Barinas. De gemeente telt 38.700 inwoners. De hoofdplaats is Sabaneta.